# Bataille de La Châtaigneraie (1793)
Pour les articles homonymes, voir Bataille de La Châtaigneraie.
Guerre de Vendée
Batailles
La bataille de La Châtaigneraie a lieu le 13 mai 1793 lors de la guerre de Vendée. Elle s'achève par les victoires des Vendéens qui s'emparent de la ville de La Châtaigneraie, avant de poursuivre leur route  pour attaquer Fontenay-le-Comte.

## Prélude
Après la prise de Thouars le 5 mai 1793, les forces républicaines sont dans une situation très délicate en Maine-et-Loire. Dans une lettre adressée au ministre de la guerre, le général Leigonyer avoue que ses forces ne sont pas suffisantes pour tenir la ville de Saumur en cas d'attaque vendéenne,. Cependant, plutôt que de marcher sur Saumur, au nord, le conseil des officiers vendéens décide, sur proposition de Maurice d'Elbée, de se porter en direction du sud et d'attaquer Fontenay-le-Comte, afin de soutenir l'armée du Centre et de détruire la division de Beaufranchet d’Ayat,,. 
Le 9 mai, les insurgés s'emparent de Parthenay sans combat, les 2 000 à 3 000 hommes de l'adjudant-général Sandoz s'étant repliés sur Saint-Maixent. Cependant, de nombreux Vendéens quittent l'armée pour rentrer chez eux et les effectifs diminuent au fur et à mesure que l'Armée catholique et royale s'éloigne de l'Anjou.

## Forces en présence
L'armée vendéenne compte 12 000  à   15 000 hommes selon l'auteur républicain Savary,, et 8 000 selon l'historien royaliste Berthre de Bourniseaux.
La Châtaigneraie est défendue par au moins 3 000 soldats républicains,,,. L'administration militaire évoque 4 000 hommes, Savary 3 000 et la marquise Victoire de Donnissan de La Rochejaquelein entre 3 000 et 4 000. Cependant mis à part les soldats de l’ancien régiment d'Armagnac, la majorité des combattants sont des gardes nationaux peu aguerris. Ces forces sont placées sous les ordres du général Chalbos,.  
Concernant l'artillerie, les Vendéens ont huit canons et les Républicains trois.

## Déroulement
Le 13 mai, à 10 heures du matin, les Vendéens arrivent devant La Châtaigneraie. Ils se divisent sur trois colonnes et le combat s’engage aux environs de Moncoutant. Les républicains se rangent en bataille en dehors de la ville, mais finissent par être refoulés à l'intérieur. Au bout d'une heure, le général Chalbos constate que ses troupes sont sur le point d’être débordées par Saint-Pierre-du-Chemin et Mouilleron et donne l'ordre de battre en retraite,,. Celle-ci se fait en bon ordre sur Fontenay-le-Comte,. La bataille a duré deux heures.

## Pertes
D'après Émile Gabory, le régiment d'Armagnac s'est particulièrement illustré et aurait perdu 500 hommes. Pour Benjamin Fillon, les républicains perdent 400 hommes. Les pertes des Vendéens auraient également été assez importantes.

## Conséquences
La Châtaigneraie est prise et pillée pendant deux jours,. Les généraux vendéens font publier une proclamation interdisant les vols et les pillages, mais ils ne sont pas obéis par leurs hommes et n'osent pas sévir, de peur de voir l'armée se dissoudre. Selon les mémoires de la comtesse de La Bouère, la découverte d'une guillotine provoque la fureur des Vendéens. L'engin est détruit ou brûlé,. Des prisonniers sont massacrés malgré les ordres des chefs qui mettent difficilement fin aux tueries,,. Les patriotes rescapés sont relâchés contre le serment de ne plus combattre les forces royalistes et reçoivent un passeport signé par les chefs des insurgés,. Cependant une fois à l'extérieur de la ville, ils sont attaqués par des paysans et La Rochejaquelein doit intervenir pour interrompre le massacre. 